# Maritorne
Maritorne, en espagnol Maritornes, est un personnage de fiction féminin du Don Quichotte de Miguel de Cervantes. Il s'agit d'une employée d'auberge asturienne que les héros rencontrent au cours de leur aventure. Son nom est devenu en français, par antonomase, un substantif désignant une femme laide, malpropre et désagréable.